# فرحة (فلم)
فرحة فيلم أردني درامي تاريخي من تأليف وإخراج دارين ج. سلام. يحكي الفيلم قصة بلوغ حول تجربة فتاة فلسطينية خلال النكبة. عرض لأول مرة في مهرجان تورونتو السينمائي في 14 سبتمبر 2021 وبدأ بثه على نتفليكس في 1 ديسمبر 2022.
انتقد سياسيون إسرائيليون يمينيون الفيلم لأنه أظهر مذبحة عائلة فلسطينية. الفيلم مأخوذ عن قصة رويت لسلام عندما كانت طفلة، عن فتاة اسمها رضية.

## القصة
فرحة فتاة تبلغ من العمر 14 عامًا في فلسطين عام 1948 تشاهد من غرفة مؤن مغلقة الكارثة تلتهم موطنها. حيث حبسها والدها في غرفة صغيرة أثناء اقتحام قريتها. من خلال شق في باب الغرفة، شاهدت فرحة جنودًا إسرائيليين يقتلون عائلة فلسطينية، بينهم طفلان صغيران وطفل رضيع. و بعد أيام عديدة نجحت من الهروب من الغرفة عن طريق إطلاق النارعلى الباب بمسدس وجدته في الغرفة. وتنتهي القصة بهربها من قريتهاو وصولها لدولة سوريا دون معرفتها ماذا حل بسكان القرية ووالدها وصديقتها المقربة سميرة.

## طاقم العمل
- كرم طاهر بدور فرحة.
- أشرف برهوم بدور أبو فرحة.
- علي سليمان بدور أبو وليد.
- تالا قموه بدور فريدة.
- سميرة الأسير بدور أم محمد.
- مجد عيد بدور أبو محمد.
- فراس طيبة بدور والد فريدة.

## الإنتاج

### التطوير
الفيلم كتابة وإخراج دارين ج. سلام، أول فيلم روائي طويل لها. وهي تستند إلى قصة روتها صديقة لوالدة سلام تعيش لاجئة في سوريا، عن تجربتها خلال النكبة التي طرد فيها مئات الآلاف من الفلسطينيين من وطنهم.
الفيلم من إنتاج شركة TaleBox، ومقرها في الأردن، وشارك في إنتاجه كل من Laika Film & Television وChimney، وكلاهما مقرهما في السويد.

## الإصدار
عرض فيلم فرحة لأول مرة في مهرجان تورونتو السينمائي في 14 سبتمبر 2021. عرض لاحقًا في بوسان وروما. في 7 نوفمبر 2022، عُرض الفيلم في مهرجان أيام فلسطين السينمائية في رام الله في فلسطين.
بدأ عرض الفيلم على نتفليكس في 1 ديسمبر 2022. أدان العديد من المسؤولين الإسرائيليين الفيلم وانتقدوا نتفليكس لبثه. كان الفيلم هدفًا لحملة تصويت منسقة على موقع IMDb وصانعي الفيلم هدفًا لهم؛ إذ تعرضوا لمضايقات على وسائل التواصل الاجتماعي.

## وصلات خارجية
- مقالات تستعمل روابط فنية بلا صلة مع ويكي بيانات